# 特赖德
特赖德，是西班牙卡斯蒂利亚-拉曼恰瓜达拉哈拉省的一个市镇。总面积49平方公里，总人口56人（2001年），人口密度1人/平方公里。